# Fidel Pintos
Fidel Adolfo Pintos (Buenos Aires, 28 de agosto de 1905 - 11 de mayo de 1974) fue un actor y humorista argentino de cine y televisión, una de las grandes figuras de la comicidad de dicho país.

## Biografía
Su personaje de sanatero, que supo interpretar tanto en la radio como en la televisión, donde intervino en el programa Operación Ja-Já en sus dos sketches principales: «La Peluquería de Don Mateo» y «Polémica en el Bar» junto a Javier Portales, Vicente La Russa, Mario Sánchez, Adolfo García Grau y Juan Carlos Altavista (este interpretando a Minguito Tinguitella), fue uno de los más recordados.
La sanata de Pintos, según los diccionarios de lunfardo (el argot de Buenos Aires) es una «manera de hablar confusa, incomprensible, en la que se expone un argumento sin sentido ni ideas claras». 
En 1950 en Radio Callao, daba vida a sus personajes Churrinche y Mesié Canesú.
Escribió la letra del vals "Náufrago", con música de Luis Rubistein, que ha sido grabado por Alberto Marino y, en una versión realmente majestuosa, por Mercedes Simone acompañada por su "Trío Típico": Roberto Garza, Oscar Kohan y Sebastián Piana.
A través de la comedia picaresca, fue uno de los pioneros donde supo demostrar su gran talento humorístico tanto en el cine como en el teatro de revistas, donde compartió cartel con las vedettes del momento, como
Susana Giménez,
Moria Casán,
Ethel Rojo,
Nélida Lobato,
Nélida Roca,
Zulma Faiad e
Isabel Sarli;
y con otros grandes del género como 
Alberto Olmedo,
Jorge Porcel,
Pepe Arias,
Alfredo Barbieri,
Don Pelele,
José Marrone,
Dringue Farías y
Adolfo Stray.

## Filmografía
- 1948: Novio, marido y amante
- 1949: Alma de bohemio
- 1949: Mujeres que bailan

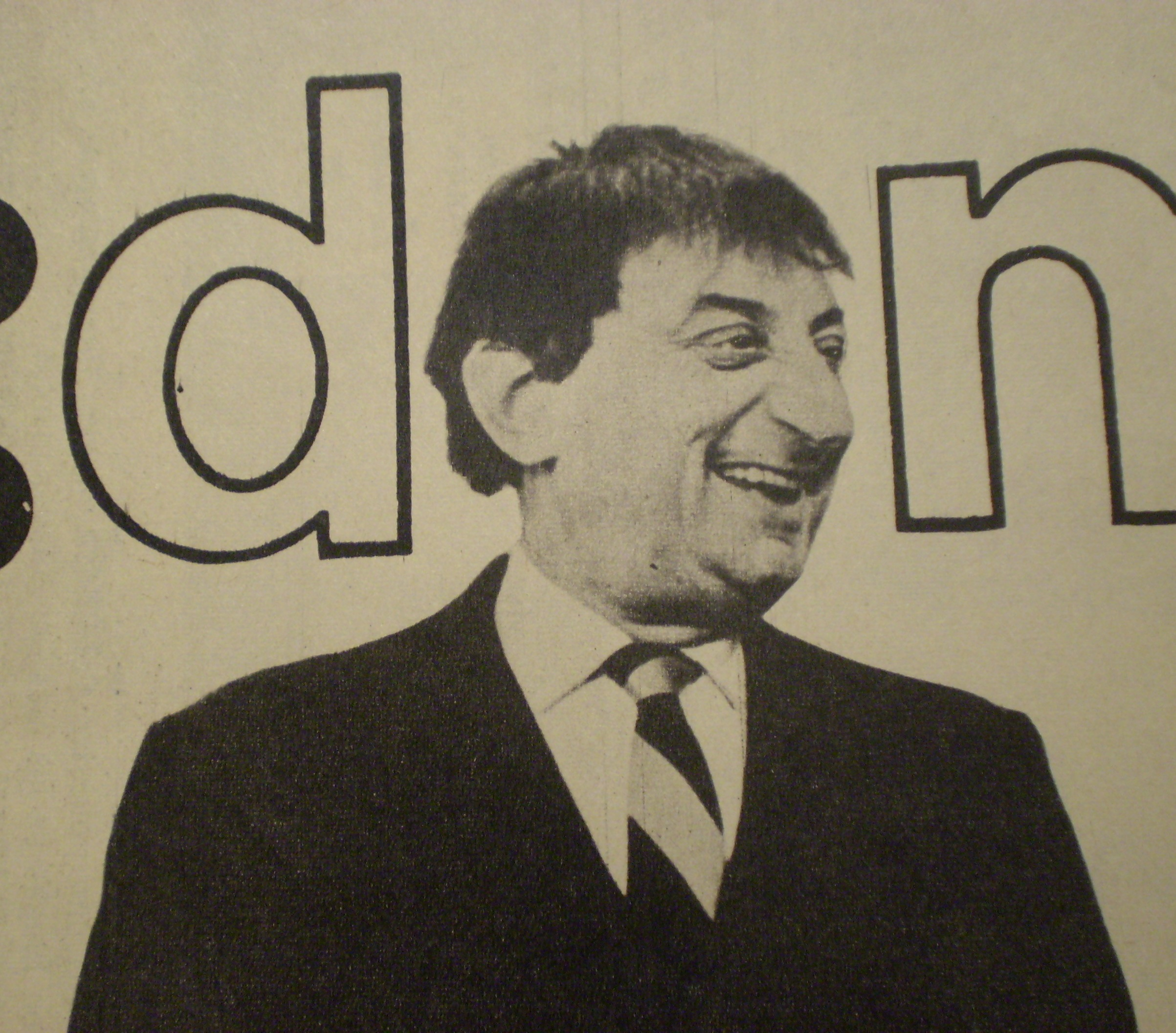
Fidel Pintos (a los 63 años), en la revista Gente y la actualidad de Buenos Aires, año 4, número 177, de diciembre de 1968.

- 1949: Un tropezón cualquiera da en la vida
- 1950: El zorro pierde el pelo
- 1951: El hermoso Brummel
- 1951: La vida color de rosa
- 1952: Ésta es mi vida
- 1953: Uéi Paesano
- 1960: Héroes de hoy
- 1963: La chacota
- 1965: Viaje de una noche de verano
- 1965: La mujer del zapatero
- 1965: Ritmo nuevo y vieja ola
- 1967: Coche cama alojamiento
- 1967: Escándalo en la familia
- 1967: Esto es alegría
- 1967: La cigarra está que arde
- 1968: El derecho de gozar
- 1968: La casa de Madame Lulú
- 1968: Villa Cariño está que arde
- 1969: Corazón contento
- 1969: El bulín
- 1969: ¡Qué noche de casamiento!
- 1969: Quiero llenarme de ti
- 1970: El hombre del año
- 1970: Pasión dominguera
- 1970: Un gaucho con plata
- 1971: ¡Arriba juventud!
- 1971: El caradura y la millonaria
- 1972: He nacido en la ribera
- 1972: Todos los pecados del mundo
- 1973: Los caballeros de la cama redonda
- 1973: Me gusta esa chica
- 1974: Intimidades de una cualquiera
- 1974: Los vampiros los prefieren gorditos

## Programas de TV
- Operación jajá (La peluquería de don Mateo)
- Polémica en el bar
- El botón
- La baranda (1969)

## Teatro
- Malena luce sus pistolas (1947), junto a Alberto Castillo, Tita Merello, Pedro Quartucci, y Blanquita Amaro. Un saínete lírico de la revista de Carlos A. Petit, estrenada en el Teatro Casino.